# Gizela Nebenzahl-Wistreich
Gizela Nebenzahl-Wistreich (ur. 24 czerwca 1906 w Krakowie, zm. w okresie II wojny światowej) – polska malarka pochodzenia żydowskiego.

## Edukacja i charakterystyka twórczości

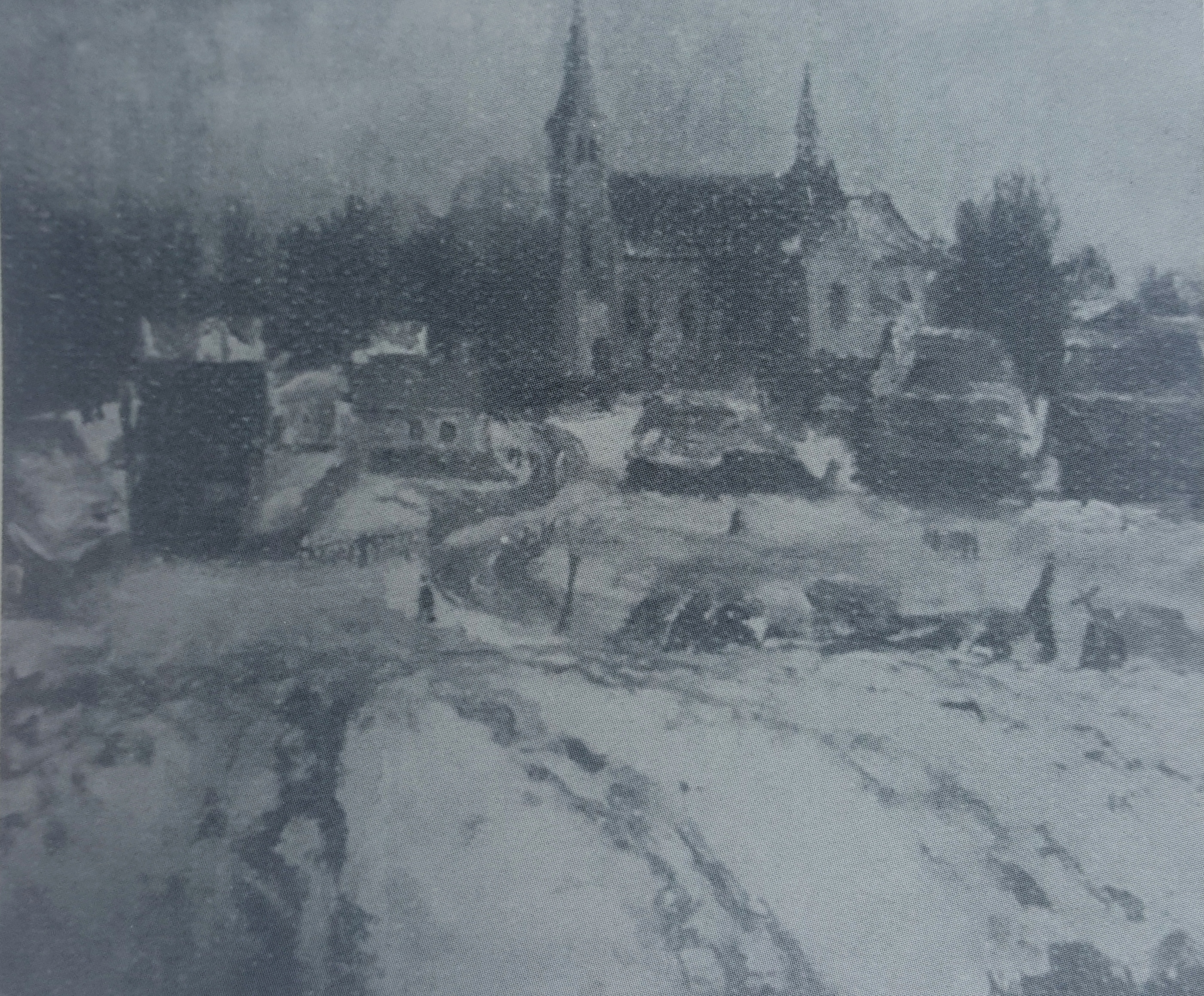
Pejzaż – fotografia z Tygodnika Artystycznego (luty 1934 r.) s 4

Była córką Maurycego i Róży. Uczęszczała do gimnazjum realnego (5 klas) w Wiedniu. Sztuki malarstwa uczyła się na Wiener Frauen-Akademie, w Wolnej Szkole Malarstwa i Rysunku im. Ludwiki Mehofferowej oraz w latach 1927-1932 w Akademii Sztuk Pięknej w Krakowie. Jej nauczycielami byli Władysław Jarocki, Józef Mehoffer i Wojciech Weiss.  Od 1934 roku należała do Zawodowego Związku Polskich Artystów Plastyków w Krakowie. Mieszkała w Katowicach
Malowała głównie pejzaże, portrety i sceny we wnętrzach. Posługiwała się ograniczoną gamą barw, których wydobywała interesujące niuanse.

## Wystawy i działalność artystyczna
Pierwsze swoje prace pt. Pejzaż, Dziewczynka, Zassów, Brenna i Zwardoń zaprezentowała w 1934 roku w Towarzystwie Przyjaciół Sztuk Pięknych w Krakowie na wystawie prac Wojciecha Weissa i jego uczniów, i na Salonie. Tego samego roku jej prace można było zobaczyć na wystawie malarzy należących do Zrzeszenia Żydowskich Artystów Malarzy i Rzeźbiarzy. W kolejnych latach swoje prace wystawiała w Katowicach, w lokalu Loży Concordia (1935); na wystawie "Przed zimą" w Klubie Artystów w Katowicach, zorganizowanej przez Śląskie Towarzystwo Wystaw i Propagandy Gospodarczej zaprezentowała trzy obrazy olejne, m.in. Pejzaż zimowy  (1937) oraz prace pt. Pejzaż i Akt na II Salonie Zawodowego Związku Polskich Artystów Plastyków w Krakowie (1939).